# AFC DWS in het seizoen 1962/63
Het seizoen 1962/1963 was het negende jaar in het bestaan van de Amsterdamse betaaldvoetbalclub DWS. De club kwam uit in de Eerste divisie en eindigde daarin op de eerste plaats, dit hield in dat de club rechtstreeks promoveerde naar de Eredivisie. Tevens deed de club mee aan het toernooi om de KNVB beker, hierin werd in de tweede ronde verloren van Alkmaar '54 (1–3).

## Wedstrijdstatistieken

### Eerste divisie
|       | DHC   | Eindhoven | Elinkwijk | Enschedese Boys | Excelsior | Fortuna | Go Ahead | Limburgia | RBC   | Roda JC | SHS   | Sittardia | Veendam | Velox | VVV   |
| ----- | ----- | --------- | --------- | --------------- | --------- | ------- | -------- | --------- | ----- | ------- | ----- | --------- | ------- | ----- | ----- |
| Thuis | 2 – 1 | 2 – 1     | 4 – 1     | 2 – 1           | 0 – 1     | 3 – 0   | 2 – 1    | 5 – 0     | 5 – 0 | 4 – 0   | 1 – 0 | 1 – 0     | 1 – 2   | 1 – 1 | 5 – 0 |
| Uit   | 0 – 0 | 0 – 2     | 0 – 2     | 2 – 4           | 0 – 2     | 1 – 0   | 2 – 0    | 1 – 4     | 2 – 1 | 1 – 2   | 0 – 1 | 0 – 1     | 0 – 3   | 3 – 0 | 0 – 1 |

### KNVB beker
| 2e ronde                                                | Alkmaar '54             | 3 – 1 (0 – 0) | DWS               |
| 16 december 1962 Plaats: Alkmaar Gemeentelijk Sportpark | Piet Buis 64', 80', 87' |               | 63' Mosje Temming |

## Statistieken DWS 1962/1963

### Eindstand DWS in de Nederlandse Eerste divisie 1962 / 1963
| Stand | Gespeeld | Gewonnen | Gelijk | Verloren | Punten | Doelpunten voor | Doelpunten tegen |
| ----- | -------- | -------- | ------ | -------- | ------ | --------------- | ---------------- |
| 1e    | 30       | 22       | 2      | 6        | 46     | 61              | 21               |

### Topscorers
| #                    | Naam                | Goal |
| -------------------- | ------------------- | ---- |
| 1.                   | Arie de Oude        | 20   |
| 2.                   | Huub Lenz           | 8    |
| 2.                   | Jos Vonhof          | 8    |
| 4.                   | Mosje Temming       | 4    |
| 5.                   | Dick Hollander      | 3    |
| 5.                   | Aad Verschoof       | 3    |
| 5.                   | Henk Wery           | 3    |
| 8.                   | Joop Burgers        | 2    |
| 8.                   | Frits Flinkevleugel | 2    |
| 8.                   | Rinus Israël        | 2    |
| 8.                   | Piet Witschge       | 2    |
| 8.                   | Riny van Woerden    | 2    |
| Onbekende doelpunten |                     |      |
| –                    | Onbekend            | 2    |
| Totaal               | Totaal              | 61   |

| #      | Naam          | Goal |
| ------ | ------------- | ---- |
| 1.     | Mosje Temming | 1    |
| Totaal | Totaal        | 1    |

## Voetnoten
DHC ·
DWS ·
Elinkwijk ·
Enschedese Boys ·
Eindhoven ·
Excelsior ·
Fortuna ·
Go Ahead ·
Limburgia ·
RBC ·
Roda JC ·
SHS ·
Sittardia ·
Veendam ·
Velox ·
VVV